# Voyage au centre de la Terre (téléfilm, 2008)
Pour les articles homonymes, voir Voyage au centre de la Terre (homonymie).
Pour plus de détails, voir Fiche technique et Distribution.
Voyage au centre de la terre (Journey to the Center of the Earth) est un téléfilm canado-américain réalisé par T.J. Scott et diffusé en 2008.

## Synopsis
1870. Un anthropologue de San Francisco est contacté par une jeune et riche héritière qui recherche son mari, disparu en Alaska dans une mine censée être la porte menant au centre de la Terre.

## Fiche technique
- Titre original : Journey to the Center of the Earth
- Réalisation : T.J. Scott
- Scénario : Thomas Baum, librement adapté du roman de Jules Verne
- Photographie : Philip Linzey
- Musique : René Dupéré
- Durée : 90 minutes
- Pays :  Canada,  États-Unis

## Distribution
- Rick Schroder : Jonathan Brock
- Victoria Pratt : Martha Dennison
- Peter Fonda : Edward Dennison
- Steven Grayhm : Abel Brock
- Michael Dopud : Sergei Petkov
- Jonathan Brewer : Wakinta
- Elyse Levesque : Emily
- Richard Side : Solomon Smith
- Carmen Moore : Priestess
- Ken Kirzinger : Fighter